# Labatut (Landes)
Labatut is een gemeente in het Franse departement Landes (regio Nouvelle-Aquitaine). De plaats maakt deel uit van het arrondissement Dax. Labatut telde op 1 januari 2022 1.396 inwoners.

## Geografie
De oppervlakte van Labatut bedroeg op 1 januari 2022 20,95 vierkante kilometer; de bevolkingsdichtheid was toen 66,6 inwoners per km².

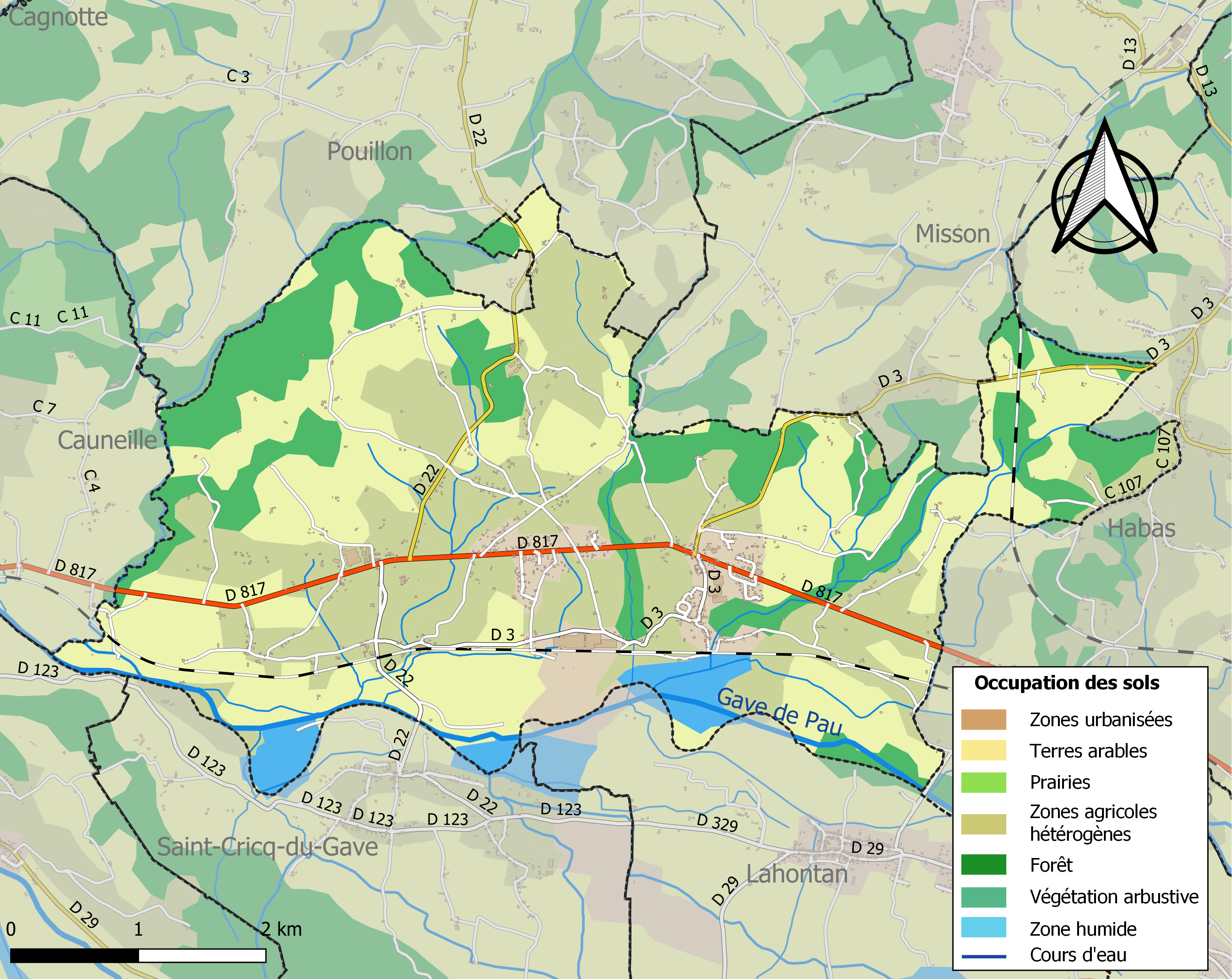
Kaart van de gemeente met de belangrijkste infrastructuur, bodemgebruik en omliggende gemeenten

## Demografie
Onderstaande figuur toont het verloop van het inwonertal (bron: INSEE-tellingen).